# Isabel de Valois
|  | Aquest article tracta sobre Isabel de Valois, tercera esposa de Felip II de Castella. Vegeu-ne altres significats a «Isabel de Valois (desambiguació)». |

Isabel de Valois i de Mèdici (Fontainebleau, França, 2 d'abril de 1545 - Palau d'Aranjuez, Espanya, 3 d'octubre de 1568) anomenada també Isabel de la Pau, fou una princesa francesa de la dinastia Valois, que va esdevenir reina consort de Castella i de Catalunya i Aragó (1559-1568) així com dels diversos dominis del seu espòs Felip II de Castella.

## Família
Filla del rei Enric II de França i de la princesa Caterina de Mèdici. Per via paterna era neta del rei Francesc I de França i de la princesa Clàudia de França i per via materna del duc Llorenç II de Mèdici i de la princesa Magdalena de la Tour. Fou germana dels reis de França Francesc II de França, Carles IX de França i Enric III de França.
Es va casar amb Felip II de Castella. El matrimoni fou fruit de la Pau de Cateau-Cambrésis, el 3 d'abril de 1559, un dels articles de la qual especificava que el rei castellà havia de casar-se amb Isabel. Es va pactar la renúncia de qualsevol mena de drets que tingués per via paterna, i va aportar un dot de 400.000 escuts.
Durant les paus, fou el duc d'Alba qui estigué present i, de fet, fou l'apoderat de Felip II en la cerimònia de matrimoni per poders que es va efectuar a Notre-Dame de París, el 22 de juny de 1559, oficiada pel cardenal de Borbó. Arribat Felip II a Valladolid el 8 de setembre des de Flandes, Isabel va arribar a Roncesvalls el 4 de gener de 1560, acompanyada de prelats i nobles francesos, fou rebuda pel cardenal i arquebisbe de Burgos Francisco de Mendoza i el duc de l'Infantado. Des d'allà es van dirigir a Guadalajara, localitat on estava previst celebrar la cerimònia nupcial.
La ciutat es guarní per la cerimònia d'enllaç reial, i es prepararen tendes on es pogués atendre als convidats. La cerimònia se celebrà el 31 de gener de 1560, la reina passejà amb la comitiva fins a arribar al Palau del Duc de l'Infantado, on l'esperava Felip II. Fou rebuda al pati per la germana del rei, Joana d'Àustria i al gran saló hi havia instal·lat l'altar; foren padrins el duc de l'Infantado i Joana d'Àustria. A la tarda va haver-hi curses de braus i joc de canyes, després hi hagué música, menjars i regals dels reis i de les dames de la cort.
La parella tingué dues filles:
- Isabel Clara Eugènia d'Espanya (Segòvia, 1566-Brussel·les, 1633).
- Caterina Micaela d'Espanya (Monestir d'El Escorial, 1567-Torí, 1597).

## Reina consort
Finalitzada la cerimònia, els monarques van marxar a Toledo, on estava prevista una sessió de corts per unes qüestions polítiques i el jurament de l'infant Carles com a príncep d'Astúries. Tanmateix, van continuar les felicitacions per la boda, i la concurrència de senyors i cavallers fou abundant. Poc després, Felip II va decidir construir el monestir d'El Escorial per recordar la victòria de la batalla de Sant Quintí (1557); ell i Isabel foren a veure l'emplaçament al lloc d'El Escorial, on es decidí situar el futur monestir.
Isabel era una apassionada de l'art, i exercí moltíssimes vegades de mecenes de grans pintors d'origen italià entre els quals cal destacar-hi la primera dona moderna que guanyà un reconeixement internacional: Sofonisba Anguissola.
El matrimoni que conformaren Felip i Isabel fou el més feliç dels quatre matrimoni del rei castellà. El mateix es pot dir de les dues filles nascudes del matrimoni, Isabel Clara Eugènia i Caterina Micaela, amb qui el rei mantingué una relació més estreta i amb nombrosa correspondència paternofilial. La infanta Isabel Clara Eugènia fou utilitzada pel seu pare per reclamar la corona francesa a la mort dels germans d'Isabel de Valois, que comportà el final de la dinastia Valois al tron francès. Isabel Clara Eugènia, però, no fou acceptada pels Estats Generals i fou escollit Enric III de Navarra, instaurant a França la dinastia Borbó.

## Mort
Poc després del príncep Carles el 1568, la reina va tornar a quedar encinta, i malgrat que tothom ho celebrà, els metges no creien que hagués quedat embarassada realment, sinó que tot era fruit d'una opilació, és a dir d'una obstrucció en el flux menstrual. S'utilitzaren amb Isabel fortes medicines, que donaren com a resultat un part preterme als cinc mesos de gestació, del qual va nàixer un fill mort i que, a més, causà la mort de la mateixa reina el 3 d'octubre de 1568, al Palau d'Aranjuez. A més de perdre's l'oportunitat d'obtenir un nou hereu per a Felip II, la reina morí molt jove, amb només 23 anys; havia estat una esposa fecunda i molt estimada pel monarca.

## Isabel aDon Carlos
L'any 1867 es va estrenar Don Carlos, òpera en cinc actes de Giuseppe Verdi, sobre un llibret de Joseph Méry i Camille du Locle, i basat en el drama de Friedrich von Schiller, en el qual s'atribueix a Isabel de Valois una relació sentimental amb el seu fillastre Carles d'Habsburg. Aquest fet, sense cap base històrica, va ser una història popularitzada per l'abat César Vichard de Saint-Réal.